# Сомерсет Тауншип (округ Вашингтон, Пенсільванія)
Сомерсет Тауншип (англ. Somerset Township) — селище (англ. township) в США, в окрузі Вашингтон штату Пенсільванія. Населення — 2581 особа (2020).

## Демографія
Згідно з переписом 2010 року, у селищі мешкали 2684 особи в 1086 домогосподарствах у складі 796 родин. Було 1159 помешкань
Расовий склад населення:
| - 98,8 % — білих - 0,6 % — чорних або афроамериканців - 0,1 % — азіатів |

До двох чи більше рас належало 0,3 %. Частка іспаномовних становила 0,6 % від усіх жителів.
За віковим діапазоном населення розподілялося таким чином: 19,5 % — особи молодші 18 років, 62,2 % — особи у віці 18—64 років, 18,3 % — особи у віці 65 років та старші. Медіана віку мешканця становила 47,2 року. На 100 осіб жіночої статі у селищі припадало 106,1 чоловіків;  на 100 жінок у віці від 18 років та старших — 103,3 чоловіків також старших 18 років.
Середній дохід на одне домашнє господарство  становив 73 911 долар США (медіана — 62 009), а середній дохід на одну сім'ю — 83 689 доларів (медіана — 67 988). Медіана доходів становила 52 841 долар для чоловіків та 34 417 доларів для жінок. За межею бідності перебувало 4,1 % осіб, у тому числі 1,2 % дітей у віці до 18 років та 3,4 % осіб у віці 65 років та старших.
Цивільне працевлаштоване населення становило 1402 особи. Основні галузі зайнятості: освіта, охорона здоров'я та соціальна допомога — 25,9 %, роздрібна торгівля — 12,6 %, будівництво — 11,4 %, виробництво — 10,6 %.